# Basma bint Sa'ud Al Sa'ud
Basma bint Saʿūd Āl Saʿūd (in arabo بسمة بنت سعود بن عبد العزيز آل سعود‎?; Riyad, 1º marzo 1964) è una principessa e imprenditrice saudita.
Dal 2010 vive ad Acton, Londra. È a favore di una riforma nel suo paese.
Nel marzo 2019, Basmah bint Saud è stata arrestata da otto uomini armati quando lei e sua figlia hanno cercato di lasciare l'Arabia Saudita per cure mediche in Svizzera, e da allora è stata detenuta nella prigione di massima sicurezza di al-Ha'ir, a sud di Riyadh,  per volere del principe ereditario Muhammad bin Salman. Il 6 gennaio 2022, è stata rilasciata insieme a sua figlia Suhoud Al Sharif.

## Biografia

### Primi anni di vita
La principessa Basmah è nata a Riad il 1º marzo 1964 ed è la 115ª e più giovane figlia di re Sa'ud. La madre era una donna di origine siriana, Jamila Merhi, che è stata scelta dal suo futuro marito, quando ha visitato La Mecca per l'hajj.
Basmah è nata durante gli ultimi giorni del regno di suo padre. Lo ha visto solo due volte all'età di cinque anni. Sua madre la portò a vivere nella città più cosmopolita del Medio Oriente, Beirut. Allo scoppio della guerra civile in Libano, la famiglia è fuggita nel Regno Unito.

### Formazione
A Beirut, Basmah bint Sa'ud ha frequentato una scuola francese. In Gran Bretagna, ha frequentato una scuola femminile nell'Hertfordshire e un College a Londra, prima di trascorrere due anni di studio in Svizzera. Nel 2003, Basmah e sua madre si trasferirono in Siria. Nello stesso anno, la principessa ha studiato medicina, psicologia e letteratura inglese presso l'Università Araba di Beirut.

### Vita privata
La principessa Basmah ha sposato Shuja bin Nami bin Shahin Al Sharif, un membro della famiglia Al Sharif nel 1988. I due hanno divorziato nel 2007. È madre di cinque figli: Sa'ud, Sara, Samahir, Sohood e Ahmad. Tre di loro vivono con la madre ad Acton.

### Imprenditrice
Dopo che Basmah bint Saud ha divorziato dal marito saudita, ha fondato una catena di ristoranti nel regno che sta progettando di espandersi in Gran Bretagna. Nel 2008, ha fondato una società multimediale, Media Ecco, oltre a società di catering, anche queste in via di espansione.

## Opinioni
Basmah bint Sa'ud (e sua sorella Fahda) è sostenitrice di una mite riforma nel suo paese. È attiva in diverse istituzioni sociali e organizzazioni per i diritti umani. Ha iniziato ad esprimere le sue opinioni sui media arabi e internazionali e scrivendo articoli sulle dure condizioni di vita dei sauditi, in particolare delle donne. Tuttavia, le sue critiche non riguardano direttamente la famiglia reale, ma i governanti sauditi e altri amministratori di medio livello. In un articolo pubblicato dal giornale Al Madina nel mese di aprile del 2010, la principessa ha detto che non riusciva a trovare alcuna base storica coranica o islamica per un istituto statale per la promozione della virtù e la prevenzione del vizio, e ha sostenuto inoltre che gli arresti e i pestaggi da parte dei poliziotti religiosi portano ad un'impressione errata circa l'Islam. Sostiene in particolare una riforma delle leggi islamiche saudite in materia di divieto di raduni misti di uomini e donne, e per rendere facoltativo per le donne musulmane di coprirsi modestamente o no.
I suoi articoli e il suo blog hanno attirato molte critiche, lei stessa, al The Independent, ha affermato che i funzionari sauditi avevano cominciato a censurare i suoi articoli. D'altra parte, ha insistito sul fatto che il suo trasferimento da Gedda ad Acton non è avvenuto su pressione delle autorità saudite. Basmah bint Sa'ud ha messo in discussione l'uso improprio della giurisprudenza islamica nella società saudita, sostenendo che l'establishment religioso deve essere riformato in modo che possa svolgere un ruolo costruttivo nella modernizzazione della società e nel miglioramento della situazione delle donne nel regno.
L'8 aprile 2012, alla BBC ha affermato che ci sono molti cambiamenti che vorrebbe vedere in Arabia Saudita ma che questo non è il momento per le donne di essere autorizzate a guidare. Ha parlato anche delle modifiche riguardanti la costituzione, delle leggi sul divorzio, della revisione del sistema educativo, della completa riforma dei servizi sociali e dei cambiamenti nel ruolo del mahram (il custode maschio che tutte le donne saudite sono tenute ad avere, di solito un parente di sesso maschile).
La principessa Basmah ha criticato la condanna di un cittadino saudita ad essere paralizzato per punizione, affermando che essa non può essere considerata accettabile per motivi umanitari.

## Ricatto
La principessa Basma ha detto che una banda la ricattava per ottenere il trasferimento di 320 000 sterline su un conto bancario in Egitto. La minaccia era di pubblicare materiale visivo in cui si vedeva la principessa fumare e scambiarsi un bacio senza indossare il velo sulla testa. Basma ha detto che il materiale è stato rubato dal suo PC personale. Tuttavia, ha pubblicato la registrazione di una conversazione tra lei e il ricattatore sul suo account di YouTube. In Arabia Saudita, infatti, non è opportuno che le donne appaiono senza l'hijab o che fumino in pubblico.